# Return to Castle Wolfenstein
Return to Castle Wolfenstein (RTCW) är ett datorspel i förstapersonsskjutargenren, utvecklat av Gray Matter Interactive och utgivet av Activision 2001. Spelet är en efterföljare till Wolfenstein 3D, utgivet 1992. År 2009 släpptes efterföljaren Wolfenstein.

## Handling
Året är 1943 och andra världskriget rasar. Spelaren iklär sig rollen som B.J. Blazkowicz, en av de främsta i OSA (Office of Secret Actions). Uppdraget är att ta sig in i Castle Wolfenstein och försöka förgöra Heinrich Himmlers underliga, onaturliga experiment. Genom olika genetiska experiment och sitt försök att återuppväcka Henrik I hoppas Himmler att kunna skapa en hel armé av oövervinneliga soldater för Nazitysklands räkning.
I flerspelarspel-delen är spelaren antingen en av de allierade eller en i axelmakterna; spelaren kan spela flera olika moment. "Catch the flag" och "Objective" att stjäla eller spränga någon specifik sak. Men det mest populära är "DM" Deathmatch, det vill säga att spelarna kör allt från 2vs2 till 10vs10. varje spelare har nu bara tre liv, man använder något som heter S@ndmode som gör att "Medic's" får "Dropreload" (direkt omladdning som tar ungefär 0,5 sekund att genomföra) och "Medic's" får dessutom extra ammunition och båda lagen kan välja alla de tre huvudvapnen, "MP 40", "Thompson", "Sten".

## Bilder

Tre av vapnen i Return to Castle Wolfenstein
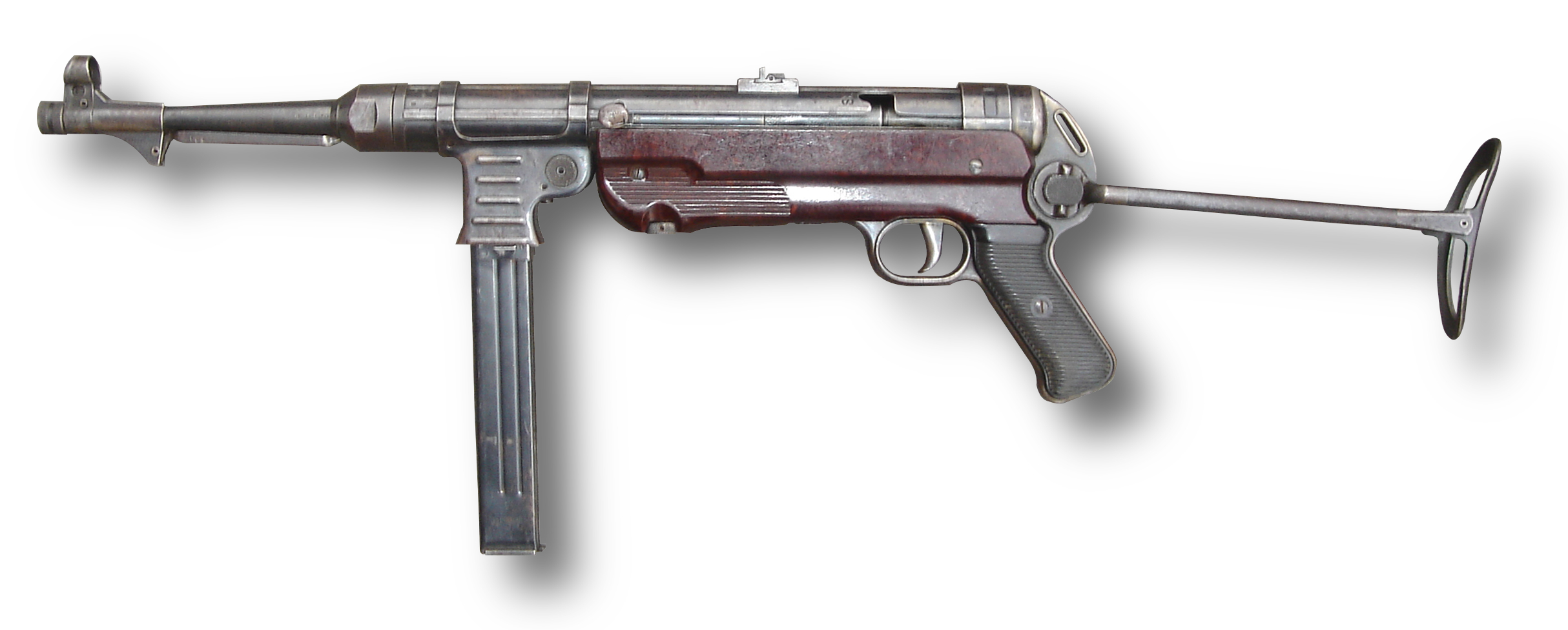
MP 40.
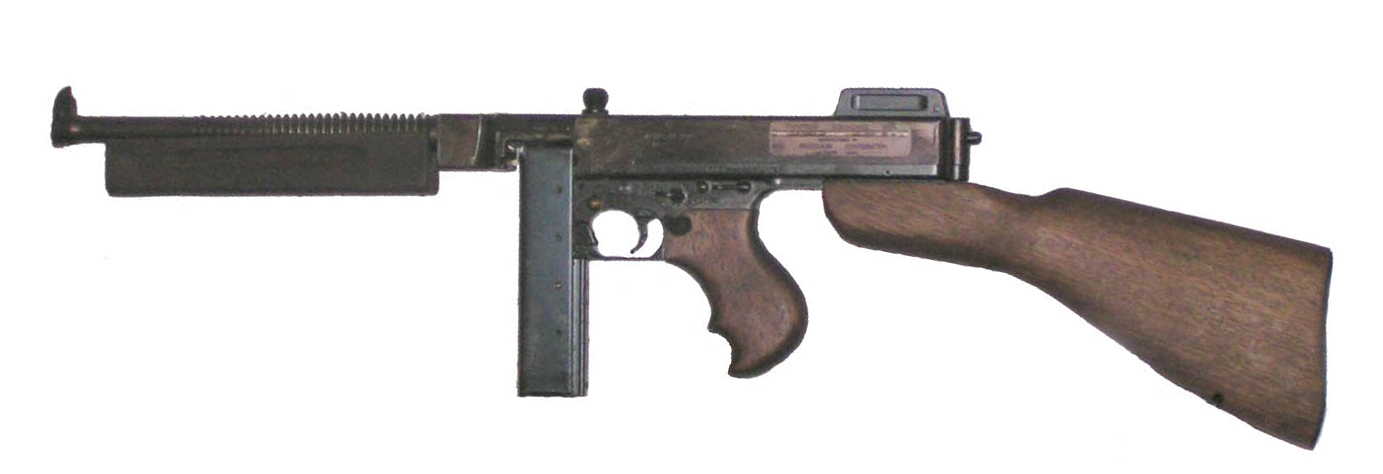
Thompson.
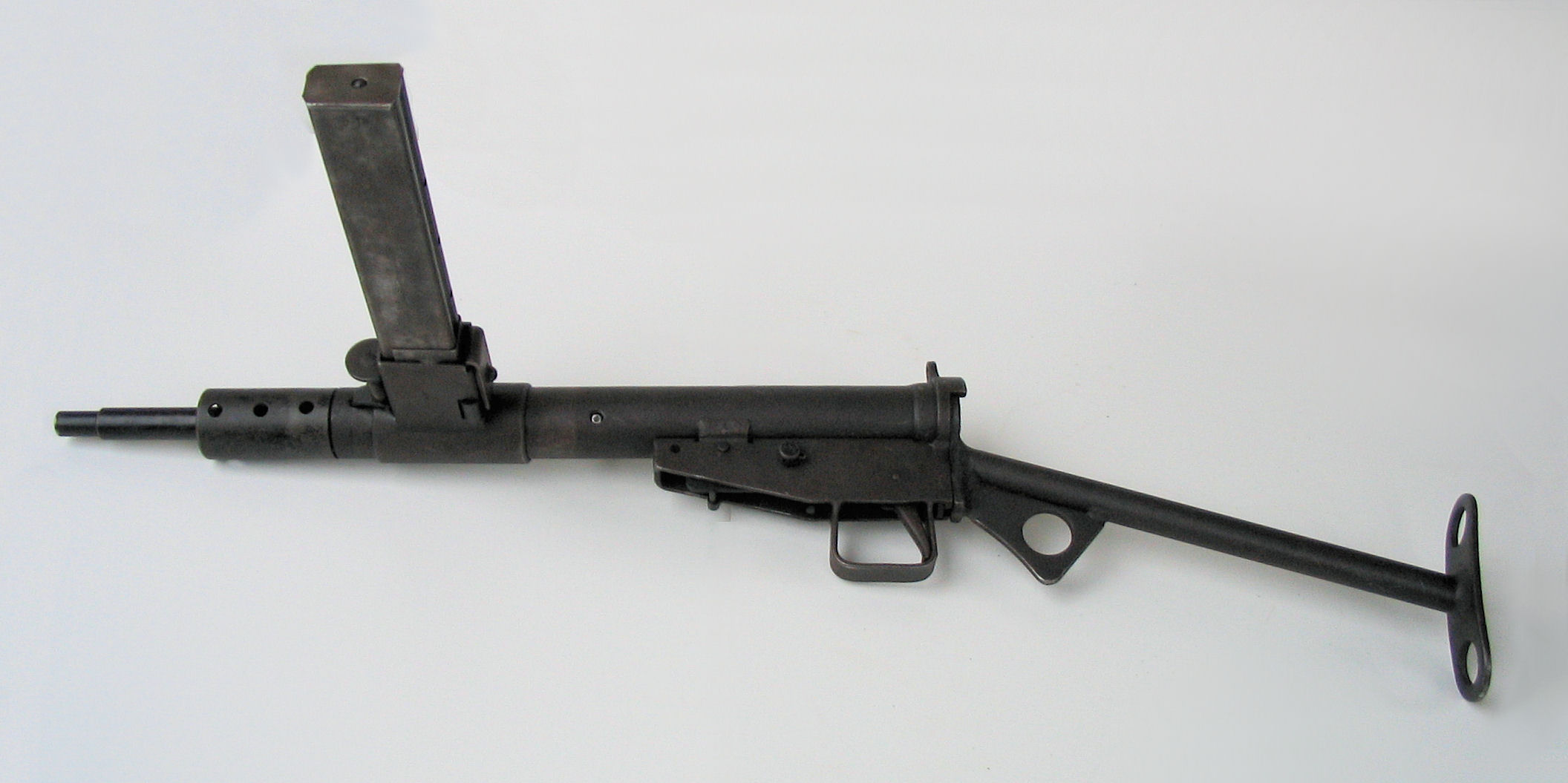
Sten.